# Сакс, Милан
Милан Сакс (чеш. Milan Sachs; 28 ноября 1884, Лишов, ныне Чехия — 4 августа 1968, Загреб) — чешско-хорватский дирижёр, музыкальный педагог.

## Биография
Сакс родился в Лишове, в еврейской семье. В 1905 году окончил Пражскую консерваторию как скрипач. В 1905—1907 годах играл в оркестре в Праге, в 1907—1910 годах — в театральном оркестре в Белграде, в 1910—1911 годах преподавал в музыкальной школе в Нови-Саде. Однако бо́льшая часть жизни и творчества Сакса связана с Загребом, куда он переехал в 1911 году в качестве концертмейстера и репетитора Загребской оперы: в ней он работал до самой смерти (с перерывом в 1932—1938 годах, когда он возглавлял оперный театр в Брно, и в годы Второй мировой войны). В 1919—1921, 1926 и 1945—1955 годах Сакс был директором Загребской оперы. Сакс выступал и как симфонический дирижёр, особым признанием пользовались его интерпретации произведений Бетховена и симфонической поэмы Сметаны «Моя родина». Он умер в Загребе в 1968 году, в возрасте 83 лет. Его собственные произведения в основном забыты.
Именем Милана Сакса названа улица в Загребе, а также расположенный на ней детский сад.